# Eleição municipal de Ferraz de Vasconcelos em 2016
A eleição municipal de Ferraz de Vasconcelos em 2016 foi realizada em 2 de outubro de 2016 para eleger um prefeito, um vice-prefeito e 17 vereadores no município de Ferraz de Vasconcelos, no Estado de São Paulo, no Brasil. O prefeito eleito foi José Carlos Fernandes Chacon, conhecido como Zé Biruta, do PRB, com 35,95% dos votos válidos. O vice-prefeito eleito foi Dr. Karim, do Partido Progressista. Esta é a terceira vez que Zé Biruta ocupa o cargo.
O PRB elegeu 106 prefeitos e 161 vice-prefeitos pelo Brasil, um crescimento de 33% em relação às eleições anteriores.
A disputa para as 17 vagas na Câmara Municipal contou com 352 candidatos. O mais votado foi o vereador Fabio (PMDB), com 1.431 votos. Ele é um dos 7.551 vereadores eleitos pelo partido, que elegeu o maior número de representantes municipais no Brasil em 2016.

## Antecedentes
Na eleição municipal de 2012, Zé Biruta ficou em segundo lugar, sendo derrotado por Acir Filló logo no primeiro turno. O candidato do PSDB foi eleito com 42,04% dos votos válidos. Em dezembro de 2015, Acir teve seu mandato cassado por ser suspeito de corrupção, dando lugar a seu vice, Izidro, que disputou e perdeu o pleito em 2016.

## Eleitorado
Na eleição de 2016, a cidade recebeu 82.323 votos válidos (80,93%) e teve 23.018 abstenções. Foram 6.885 votos brancos (6,77%) e 12.517 votos nulos (12,30%).

## Candidatos
Zé Biruta disputou o cargo com outros seis candidatos, sendo eles, Izidro (PMDB), Dr. Elaine (PSB), Aurelio Alegrete (PPS), Célio Santos (PT) e Pastor Ronaldo Resend (PHS).
| N.º | Candidato(a)          | Vice               | Partido | Coligação                                                     |
| --- | --------------------- | ------------------ | ------- | ------------------------------------------------------------- |
| 10  | Zé Biruta             | Dr. Karim          | PRB     | "Resgata Ferraz" (PRB/PP/PTC)                                 |
| 13  | Célio Santos          | Gaúcho do PT       | PT      | Não faz parte de nenhuma                                      |
| 15  | Izidro                | Willians do Gás    | PMDB    | "Ferraz no caminho certo" (PMDB/PDT/PSDB/PROS/PTB/PC do B/PV) |
| 23  | Aurelio Alegrete      | Elio Andrade       | PPS     | "Existe um novo caminho" (PPS/PR/PTN/PPL/PSD/DEM)             |
| 31  | Pastor Ronaldo Resend | Claudio, o Guinga  | PHS     | "Ferraz em boas mãos" (PHS/PMN)                               |
| 40  | Dr. Elaine            | Vanderlei Kechener | PSB     | "Orgulho de ser Ferrazense" (SD/PEN/PSC/PSL/PT do B/PSDC/PSB) |

## Campanha
Muitas das propostas de campanha de Zé Biruta remetiam a programas e obras criados nos seus antigos mandatos, como a reimplantação do médico da família e do Centro do Idoso e a ampliação do Centro de Fisioterapia e da Biblioteca Pública Municipal. 

### Pesquisas
Em pesquisa encomendada pelo Grupo Mogi News de Comunicação, divulgada em 17 de setembro de 2016, Izidro aparecia em primeiro lugar com 27,5% das intenções de voto, seguido por Dr. Elaine com 26,5%, o posteriormente eleito Zé Biruta aparecia em terceiro lugar com 19%. Em quarto lugar, estava Aurélio Alegrete com 4,3%, em seguida vinha Célio Santos com 1,8%. 
Quando, na mesma pesquisa, os eleitores foram questionados sobre sua segunda opção de voto, Zé Biruta subia à primeira posição, com 13% dos votos. 
Ainda que a pesquisa tenha sido divulgada apenas duas semanas antes das eleições, mais da metade dos entrevistados (51%) disseram não saber em quem votar.

## Resultados

### Prefeito
No dia 2 de outubro, Zé Biruta foi eleito com 35,95% dos votos válidos.
| Candidato(a)               | Vice                   | 1º Turno 2 de outubro de 2016 | 1º Turno 2 de outubro de 2016 |
| Candidato(a)               | Vice                   | Votação                       | Votação                       |
|                            |                        | Total                         | Porcentagem                   |
| -------------------------- | ---------------------- | ----------------------------- | ----------------------------- |
| Zé Biruta (PRB)            | Dr. Karim              | 29.597                        | 35,95%                        |
| Izidro (PMDB)              | Willians do Gás        | 20.965                        | 25,47%                        |
| Dr. Elaine (PSB)           | Vanderlei Kechener     | 20.353                        | 24,72%                        |
| Aurelio Alegrete (PPS)     | Elio Andrade           | 7.127                         | 8,66%                         |
| Célio Santos (PT)          | Gaúcho do PT           | 2.977                         | 3,62%                         |
| Pastor Ronald Resend (PHS) | Claudio, o Guinga      | 1.304                         | 1,58%                         |
| Total de votos válidos     | Total de votos válidos | 82.323                        | 80,93%                        |
| Votos em branco            | Votos em branco        | 6.885                         | 6,77%                         |
| Votos nulos                | Votos nulos            | 12.517                        | 12,30%                        |
| Total                      | Total                  | 101.725                       | 100%                          |
| Abstenções                 | Abstenções             | 23.018                        | 18,45%                        |
| Total de eleitores         | Total de eleitores     | 124.743                       | 100%                          |

### Vereador
Entre os dezessete vereadores eleitos, não há sequer uma mulher. O vereador mais votado foi Fabio (PMDB), que teve 1.431 votos. Nenhum dos partidos elegeu mais de dois vereadores. A taxa de concorrência para uma cadeira de vereador em Ferraz de Vasconcelos em 2016 foi de 22,2, superando até alguns cursos da USP.
| Vereadores eleitos para a Câmara Municipal de Ferraz de Vasconcelos em 2016 | Vereadores eleitos para a Câmara Municipal de Ferraz de Vasconcelos em 2016 | Vereadores eleitos para a Câmara Municipal de Ferraz de Vasconcelos em 2016 | Vereadores eleitos para a Câmara Municipal de Ferraz de Vasconcelos em 2016 | Vereadores eleitos para a Câmara Municipal de Ferraz de Vasconcelos em 2016 | Vereadores eleitos para a Câmara Municipal de Ferraz de Vasconcelos em 2016 |
| Candidato                                                                   | Número                                                                      | Partido                                                                     | Votos                                                                       | Porcentagem                                                                 |                                                                             |
| --------------------------------------------------------------------------- | --------------------------------------------------------------------------- | --------------------------------------------------------------------------- | --------------------------------------------------------------------------- | --------------------------------------------------------------------------- | --------------------------------------------------------------------------- |
| Fabio                                                                       | 15602                                                                       | PMDB                                                                        | 1.431                                                                       | 1,62%                                                                       |                                                                             |
| Marcos Br                                                                   | 15555                                                                       | PMDB                                                                        | 1.349                                                                       | 1,53%                                                                       |                                                                             |
| Ratinho                                                                     | 77222                                                                       | SD                                                                          | 1.329                                                                       | 1,51%                                                                       |                                                                             |
| Pastor Nelson                                                               | 10123                                                                       | PRB                                                                         | 1.291                                                                       | 1,46%                                                                       |                                                                             |
| Eliel Fox                                                                   | 22622                                                                       | PR                                                                          | 1.263                                                                       | 1,43%                                                                       |                                                                             |
| Professor Pedro                                                             | 22444                                                                       | PR                                                                          | 1.158                                                                       | 1,31%                                                                       |                                                                             |
| Claudio Ramos                                                               | 13690                                                                       | PT                                                                          | 1.157                                                                       | 1,31%                                                                       |                                                                             |
| Mineiro                                                                     | 23123                                                                       | PPS                                                                         | 1.078                                                                       | 1,22%                                                                       |                                                                             |
| Inha                                                                        | 14123                                                                       | PTB                                                                         | 1.072                                                                       | 1,21%                                                                       |                                                                             |
| Renatinho Se Ligue                                                          | 23456                                                                       | PPS                                                                         | 1.042                                                                       | 1,18%                                                                       |                                                                             |
| Primo Ceará                                                                 | 10010                                                                       | PRB                                                                         | 1.030                                                                       | 1,17%                                                                       |                                                                             |
| Xandão                                                                      | 12345                                                                       | PDT                                                                         | 1.016                                                                       | 1,15%                                                                       |                                                                             |
| Aparecido Marabraz                                                          | 13601                                                                       | PT                                                                          | 1.001                                                                       | 1,13%                                                                       |                                                                             |
| Neto Cambiri                                                                | 17400                                                                       | PSL                                                                         | 925                                                                         | 1,05%                                                                       |                                                                             |
| Clovis Ottoni-Eletricista                                                   | 55123                                                                       | PSD                                                                         | 856                                                                         | 0,97%                                                                       |                                                                             |
| Claudio Squizato                                                            | 40199                                                                       | PSB                                                                         | 842                                                                         | 0,95%                                                                       |                                                                             |
| Nicolas                                                                     | 40000                                                                       | PSB                                                                         | 717                                                                         | 0,81%                                                                       |                                                                             |

| Votos válidos   | Votos válidos   | 88.236  | 86,74% |
| Votos nulos     | Votos nulos     | 7.754   | 7,62%  |
| Votos em branco | Votos em branco | 5.735   | 5,64%  |
| Total           | Total           | 101.725 | 100%   |
| --------------- | --------------- | ------- | ------ |

## Análises
O mandato de Zé Biruta tem sido marcado por polêmicas. Poucos dias após tomar posse, o prefeito eleito declarou que o município possui uma dívida de 500 milhões, dívida essa maior que o orçamento anual de 300 milhões. No dia 31 de janeiro de 2017, o prefeito eleito decretou estado de calamidade financeira na cidade, alegando que as contas não fechavam, a prefeitura arrecada menos do que gasta e esse seria, segundo ele, o único meio de contornar a situação.
Em entrevista à radio Metropolitana, o procurador de Ferraz de Vasconcelos, Gabriel Nascimento Lins de Oliveira, apresentou denúncias de nepotismo, descumprimento de ação judicial e sonegação de impostos destinadas ao prefeito Zé Biruta e sua irmã, tabeliã do Cartório de Notas da cidade.

No dia 25 de março de 2017, o jovem Lucas de Freitas, de 22 anos, foi assassinado em uma tentativa de assalto no município. O fato foi o estopim de uma manifestação pacífica em memória de Lucas, na qual os cidadãos pediam justiça e mais segurança para os moradores da cidade. O protesto terminou no gabinete do prefeito, que discutiu com os manifestantes, dizendo que procurassem o Delegado de Polícia Civil da cidade. Após as discussões, o prefeito deu as costas aos manifestantes e abandonou a conversa. Cerca de 200 pessoas participaram do ato.